# لوبياء بيضاء
لوبياء بيضاء (الاسم العلمي:Vigna candida) هو نوع من النباتات يتبع جنس اللوبياء من الفصيلة البقولية.